# Meerkolk
Der Meerkolk ist ein Naturschutzgebiet in der niedersächsischen Gemeinde Geeste im Landkreis Emsland.
Das Naturschutzgebiet mit dem Kennzeichen NSG WE 050 ist 34,2 Hektar groß. Es liegt östlich von Twist im Internationalen Naturpark Bourtanger Moor-Bargerveen und stellt einen wiedervernässten Hochmoorrest als Bestandteil des Bourtanger Moores unter Schutz.
Das Gebiet wird von Wollgras-Torfmoos-Schwingrasen geprägt, der durch Verlandung bzw. Überwachsen eines ehemaligen Moorsees entstanden sind.
Das Gebiet wird von mehreren Gräben umgeben, die es zur Ems bzw. zum Süd-Nord-Kanal entwässern.
Das Gebiet steht seit dem 16. Juli 1976 unter Naturschutz. Zuständige untere Naturschutzbehörde ist der Landkreis Emsland.